# Henri Duveyrier

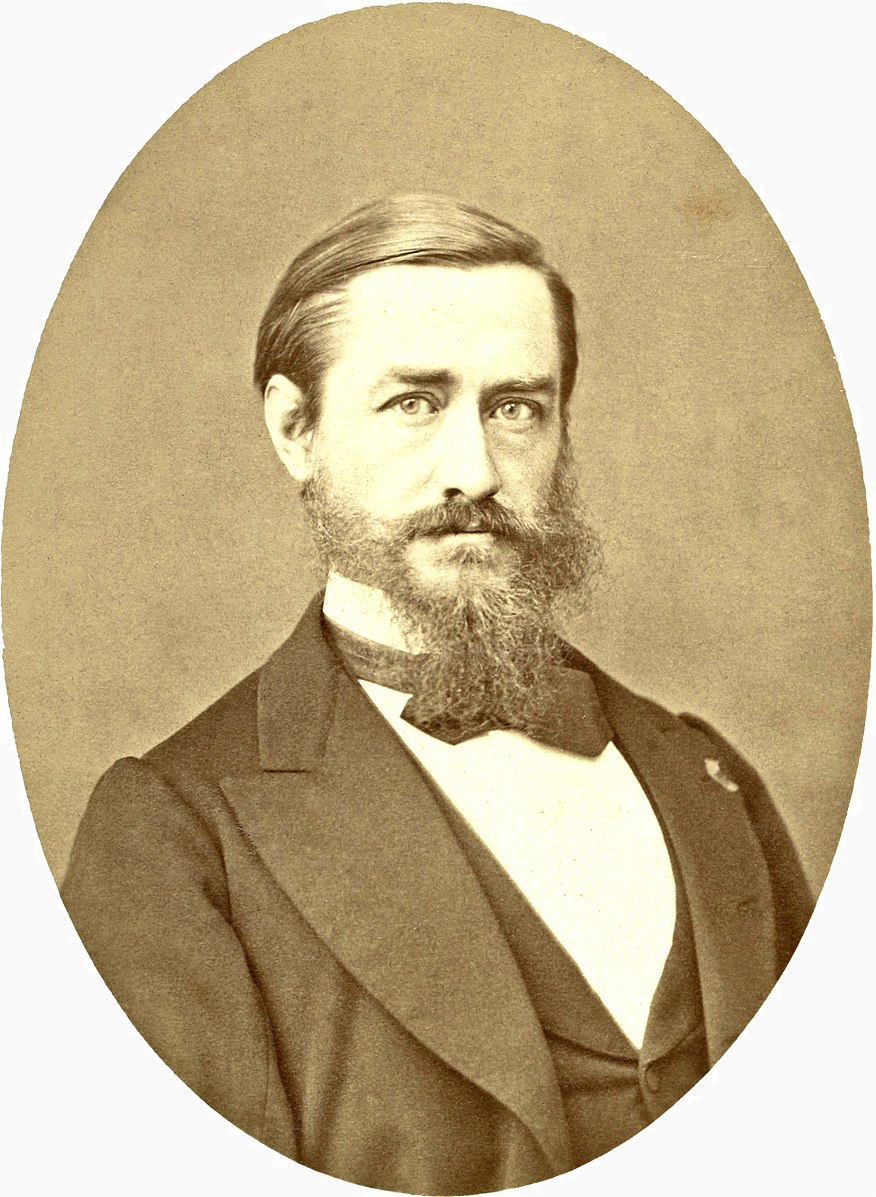

Henri Duveyrier (Parijs, 28 februari 1840 - Sèvres, 25 april 1892) was een Frans geograaf en ontdekkingsreiziger. Henri Duveyrier werd vooral bekend door zijn ontdekkingsreizen in Algerije.
Hij was de zoon van Charles Duveyrier, een dramaturg en publicist van de beweging van de saint-simonisme. 
In mei 1859 ondernam hij een eerste reis in het gebied van M'Zab tot de oase van El Golea. Op het einde van 1859 en in 1860 reisde hij in het zuiden van de provincie Constantine en in de Tunesische Sahara. In juni 1860 werd hij door het Franse bestuur gelast met een missie bij de Toearegs. Hij werd uitgekozen omwille van zijn kennis van de plaatselijke taal en gebruiken en hij bezocht Ghadames, Tripoli en Mourzouk. Hij maakte kennis met Ikhenoukhen, de leider van de Adzjer, de confederatie van oostelijke Toeareg-stammen die leefden tussen Mourzouk, Ghadamès en Rhât. Door bemiddeling van Duveyrier werd er gesprekken gestart tussen Ikhenoukhen en Franse legerofficieren, over een vrije handelsroute naar Tsjaad. In 1874 leidde Duveyrier een expeditie naar de chotts van zuidelijk Tunesië en in 1876 was hij actief in Marokko.
Daarna wijdde hij zich aan de studie van de aardrijkskunde en hij werd lid en gedurende een tijd ook president van de Société de géographie in Parijs. Hij werd benoemd tot Ridder van het Légion d'honneur en in 1867 ook tot Officier van deze orde. Hij trok zich geleidelijk aan terug uit het publieke leven en pleegde uiteindelijk zelfmoord.
- Biblioteca Nacional de España: XX1256008
- Bibliothèque nationale de France: cb12109796k (data)
- Gemeinsame Normdatei: 116259124
- International Standard Name Identifier: 0000 0000 8122 5463
- Library of Congress Control Number: n94109383
- Base Léonore: LH//886/31
- MusicBrainz: 15beb1b3-1290-48aa-bb75-a98533c02431
- Nationale Bibliotheek van Israël: 987007281474005171
- Nederlandse Thesaurus van Auteursnamen: 161509045
- SNAC: w66g25zw
- Système universitaire de documentation: 029479487
- Virtual International Authority File: 44328859
- WorldCat: E39PBJfcHPMCtJD6gDTxYKDXh3